# منالي ثاكور
منالي ثاكور (بالإنجليزية: Monali Thakur)‏ هي مطربة وممثلة هندية. حصلت على جائزة National Film Award وجائزة فيلم فير. فازت ثاكور بجائزة الفيلم الوطني لأفضل مطربة تشغيل لأغنية "Moh Moh Ke Dhaage" من فيلم Dum Laga Ke Haisha (2015) وجائزة جائزة فيلم فير لأفضل مطربة تشغيل لأغنية "Sawaar Loon" من فيلم Lootera (2013). كانت قاضية في تلفزيون Sa Re Ga Ma Pa L'il Champs لعام 2014 من زي تي في. وكانت أيضًا «خبيرة» في Color Rising Star لموسمين متتاليين.

## وصلات خارجية
- منالي ثاكور على موقع IMDb (الإنجليزية)
- منالي ثاكور على موقع ميوزك برينز (الإنجليزية)